# Фрасо Телезино
Фрасо Телезино је насеље у Италији у округу Беневенто, региону Кампанија.
Према процени из 2011. у насељу је живело 2199 становника. Насеље се налази на надморској висини од 361 м.

## Становништво
Према резултатима пописа становништва 2011. у општини је живело 2.404 становника.
| 1951. | 1961. | 1971. | 1981. | 1991. | 2001. | 2011. |
| ----- | ----- | ----- | ----- | ----- | ----- | ----- |
| 4.556 | 4.025 | 3.376 | 3.291 | 3.203 | 2.708 | 2.404 |